# Josep Faulí
Josep Faulí i Olivella (Barcelona, 8 de septiembre de 1932 - Barcelona, 6 de octubre de 2006) fue un periodista, escritor y crítico literario español.
Doctor en Filología catalana y licenciado en Ciencias de la Información por la Universidad de Barcelona. Inició su carrera como periodista en El Correo Catalán y el Diario de Barcelona y fue uno de los cofundadores del diario Avui y su primer director. Director de Comunicación del Presidente de la Generalidad de Cataluña, Josep Tarradellas y de Jordi Pujol.
Fue profesor en la Universidad Pompeu Fabra, además de escritor de numerosas obras sobre la cultura catalana. Estaba en posesión de la Cruz de Sant Jordi que le fue otorgada en 1992.